# 大衛·鄧通
大衛·鄧通（英語：David Denton；1990年2月5日—）是一位蘇格蘭橄欖球運動員。他是蘇格蘭國家橄欖球隊的一員，代表蘇格蘭參加了2015年世界盃橄欖球賽。